# Cuvat
Cuvat est une commune française située dans le département de la Haute-Savoie, en région Auvergne-Rhône-Alpes.

## Géographie

### Localisation
Implanté à 12 km au nord-ouest d'Annecy, Cuvat bénéficie d’une situation géographique privilégiée, à la fois proche de la ville et des accès routiers mais gardant tout de même son charme de village rural. Elle offre un panorama sur le Parmelan, le lac d’Annecy et les Glières visibles du haut de la commune.
La commune fait partie de l’arrondissement de Saint-Julien-en-Genevois, du canton de La Roche-sur-Foron et de communauté de communes du Pays de Cruseilles. Sa superficie est de 472 hectares pour une population en 2005 d’environ 1 000 habitants. L’altitude de la commune varie de 540 à 902 mètres, le chef lieu se situant à 675 mètres.

### Communes limitrophes
Les communes limitrophes sont  Allonzier-la-Caille, Annecy, Choisy, Fillière et La Balme-de-Sillingy.

## Urbanisme

### Typologie
Au 1er janvier 2024, Cuvat est catégorisée bourg rural, selon la nouvelle grille communale de densité à sept niveaux définie par l'Insee en 2022.
Elle appartient à l'unité urbaine de Fillière, une agglomération intra-départementale regroupant sept  communes, dont elle est une commune de la banlieue,,. Par ailleurs la commune fait partie de l'aire d'attraction d'Annecy, dont elle est une commune de la couronne,. Cette aire, qui regroupe 79 communes, est catégorisée dans les aires de 200 000 à moins de 700 000 habitants,.

### Occupation des sols
L'occupation des sols de la commune, telle qu'elle ressort de la base de données européenne d’occupation biophysique des sols Corine Land Cover (CLC), est marquée par l'importance des territoires agricoles (44 % en 2018), en diminution par rapport à 1990 (56,1 %). La répartition détaillée en 2018 est la suivante : 
forêts (36,5 %), zones agricoles hétérogènes (31,3 %), zones urbanisées (19,5 %), prairies (12,6 %).
L'IGN met par ailleurs à disposition un outil en ligne permettant de comparer l’évolution dans le temps de l’occupation des sols de la commune (ou de territoires à des échelles différentes). Plusieurs époques sont accessibles sous forme de cartes ou photos aériennes : la carte de Cassini (XVIIIe siècle), la carte d'état-major (1820-1866) et la période actuelle (1950 à aujourd'hui).

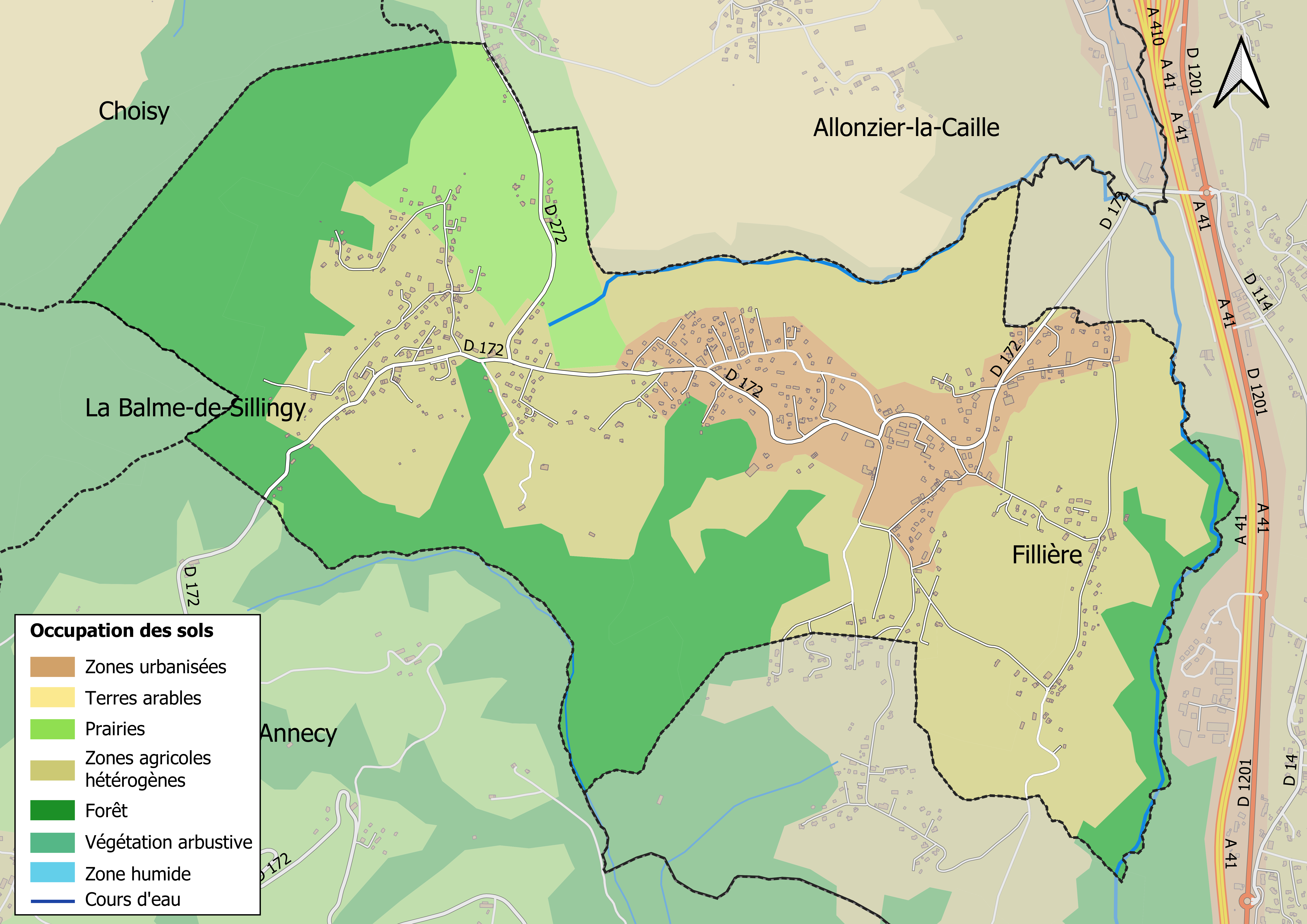
Carte des infrastructures et de l'occupation des sols en 2018 (CLC) de la commune.
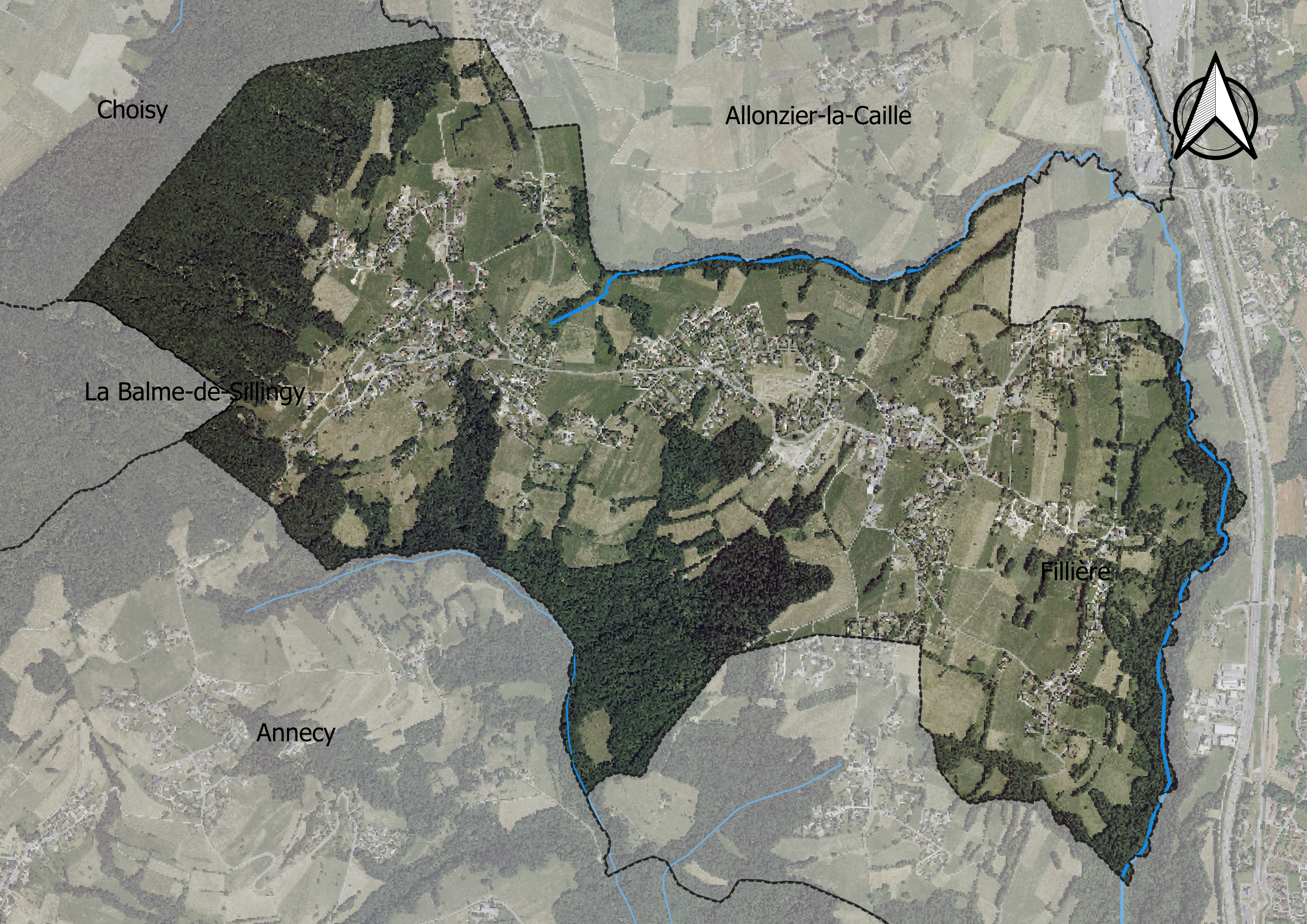
Carte orthophotogrammétrique de la commune.

## Toponymie
En francoprovençal, le nom de la commune s'écrit Kva, selon la graphie de Conflans.

## Politique et administration

### Découpage territorial
La commune est membre de la communauté de communes du Pays de Cruseilles.
Par arrêté préfectoral du 2 juin 2023, la commune est retirée de l'arrondissement d'Annecy et rattachée à l'arrondissement de Saint-Julien-en-Genevois.

### Liste des maires
| Période                                  | Période      | Identité                   | Étiquette | Qualité                                                                               |
| ---------------------------------------- | ------------ | -------------------------- | --------- | ------------------------------------------------------------------------------------- |
| 1861                                     | 1864         | Louis François Bertherat   |           |                                                                                       |
| 1864                                     | 1900         | Félix Bertherat            |           |                                                                                       |
| 1900                                     | 1904         | Basile Corbet              |           |                                                                                       |
| 1904                                     | 1908         | Albert Depres              |           |                                                                                       |
| 1908                                     | 1914         | Antonin Corbet             |           |                                                                                       |
| 1914                                     | 1925         | Jean-Marie Ailloud         |           |                                                                                       |
| 1925                                     | 1945         | Francis Depollier          |           |                                                                                       |
| 1945                                     | 1950         | Marc Corbet                |           |                                                                                       |
| 1950                                     | 1952         | Robert Lenglet             |           |                                                                                       |
| 1952                                     | mars 1971    | Charles Corbet             |           |                                                                                       |
| mars 1971                                | mars 1977    | Joseph Depres              |           |                                                                                       |
| mars 1977                                | juillet 1992 | Yves Porret (1933-2022)    |           |                                                                                       |
| 1992                                     | mars 2008    | Robert Lavorel (1942-2022) | DVD       | Retraité, maire honoraire Vice-président de la CC du Pays de Cruseilles (2001 → 2008) |
| mars 2008                                | mars 2014    | Denis Donard               |           |                                                                                       |
| mars 2014                                | mai 2020     | Dominique Bâtonnet         | DVD       | Retraité                                                                              |
| mai 2020                                 | En cours     | Julie Montcouquiol         | SE        |                                                                                       |
| Les données manquantes sont à compléter. |              |                            |           |                                                                                       |

## Démographie
Ses habitants sont appelés les Cuvetins ou les Cuvatiens.
L'évolution du nombre d'habitants est connue à travers les recensements de la population effectués dans la commune depuis 1793. Pour les communes de moins de 10 000 habitants, une enquête de recensement portant sur toute la population est réalisée tous les cinq ans, les populations de référence des années intermédiaires étant quant à elles estimées par interpolation ou extrapolation. Pour la commune, le premier recensement exhaustif entrant dans le cadre du nouveau dispositif a été réalisé en 2007.

En 2022, la commune comptait 1 638 habitants, en évolution de +25,81 % par rapport à 2016 (Haute-Savoie : +6,01 %, France hors Mayotte : +2,11 %).
| 1793 | 1800 | 1806 | 1822 | 1838 | 1848 | 1858 | 1861 | 1866 |
| ---- | ---- | ---- | ---- | ---- | ---- | ---- | ---- | ---- |
| 229  | 185  | 205  | 259  | 377  | 390  | 346  | 323  | 345  |

| 1872 | 1876 | 1881 | 1886 | 1891 | 1896 | 1901 | 1906 | 1911 |
| ---- | ---- | ---- | ---- | ---- | ---- | ---- | ---- | ---- |
| 328  | 390  | 389  | 350  | 216  | 303  | 291  | 292  | 285  |

| 1921 | 1926 | 1931 | 1936 | 1946 | 1954 | 1962 | 1968 | 1975 |
| ---- | ---- | ---- | ---- | ---- | ---- | ---- | ---- | ---- |
| 277  | 256  | 229  | 206  | 177  | 205  | 190  | 212  | 291  |

| 1982 | 1990 | 1999 | 2006 | 2007 | 2012  | 2017  | 2022  | - |
| ---- | ---- | ---- | ---- | ---- | ----- | ----- | ----- | - |
| 360  | 518  | 770  | 915  | 935  | 1 053 | 1 391 | 1 638 | - |

## Culture et patrimoine local

### Lieux et monuments
- Église Saint-Donat, construite en 1821.

### Personnalités liées à la commune
- Chanoine Jean-Marie Lavorel (1846-1926), prêtre, journaliste, historien, président de 1910 à 1926 de l'Académie salésienne[16].